# Christopher A. Wray
Christopher Asher Wray (Nueva York, 17 de diciembre de 1966) es un abogado estadounidense que fungió como el octavo director del Buró Federal de Investigaciones (FBI). Fue nominado por el presidente  para reemplazar a James Comey. Fue confirmado por el Senado de los Estados Unidos el 30 de julio. Wray asumió el cargo el 2 de agosto de 2017 para cumplir un mandato de 10 años.
Nacido en Nueva York, se graduó de la Universidad Yale en 1989, después asistió a la Escuela de Derecho Yale. Se unió  al gobierno en 1997 como Fiscal Adjunto de los Estados Unidos por el Distrito Norte de Georgia. De 2003 a 2005, Wray se desempeñó como Fiscal General Adjunto encargado de la División Penal en la Administración de George W. Bush. Posteriormente fue socio litigante del bufete multinacional King & Spalding de 2005 a 2016. Wray es un republicano registrado.
El 30 de noviembre de 2024, el entonces presidente electo Donald Trump propuso a Kash Patel como candidato para reemplazar a Wray. La ley federal especifica que el mandato del director del FBI es de diez años. Wray ha ocupado el cargo durante siete años de ese mandato. El 11 de diciembre, Wray anunció que renunciaría como director en enero de 2025, coincidiendo con el final de la administración Biden, haciéndose efectivo el 19 de enero, un día antes de que Trump jurase nuevamente como presidente.

## Primeros años
Christopher A. Wray nació en la ciudad de Nueva York. Su padre, Cecil A. Wray Jr., se graduó en la Facultad de Derecho de Yale y trabajó como abogado en Debevoise & Plimpton en Nueva York. Asistió a la escuela Buckley, en la ciudad de Nueva York y al internado privado Phillips Academy en Andover, Massachusetts. En 1989, Wray se graduó cum laude con una Licenciatura en Artes de la Universidad de Yale, y obtuvo su Juris Doctor en 1992 de la Escuela de Derecho de Yale. Mientras estuvo en Yale, Wray fue el Editor Ejecutivo del Yale Law Journal. Después de graduarse de la escuela de derecho, Wray pasó un año trabajando para el juez J. Michael Luttig de la Corte de Apelaciones para el Cuarto Circuito de los Estados Unidos.

## Vida personal
Wray se casó con Helen Garrison Howell, una compañera de clase de Yale, en 1989. Tienen un hijo, Trip, y una hija, Caroline, y viven en Georgia.
Wray ganó $ 9.2 millones trabajando como abogado de la firma de abogados King & Spalding, significativamente más que su salario como Director del FBI. Según un cálculo del Wall Street Journal, el patrimonio neto de Wray en 2017 se estimó en $ 23 millones a $ 42 millones.